# Ferreolus und Ferrutius

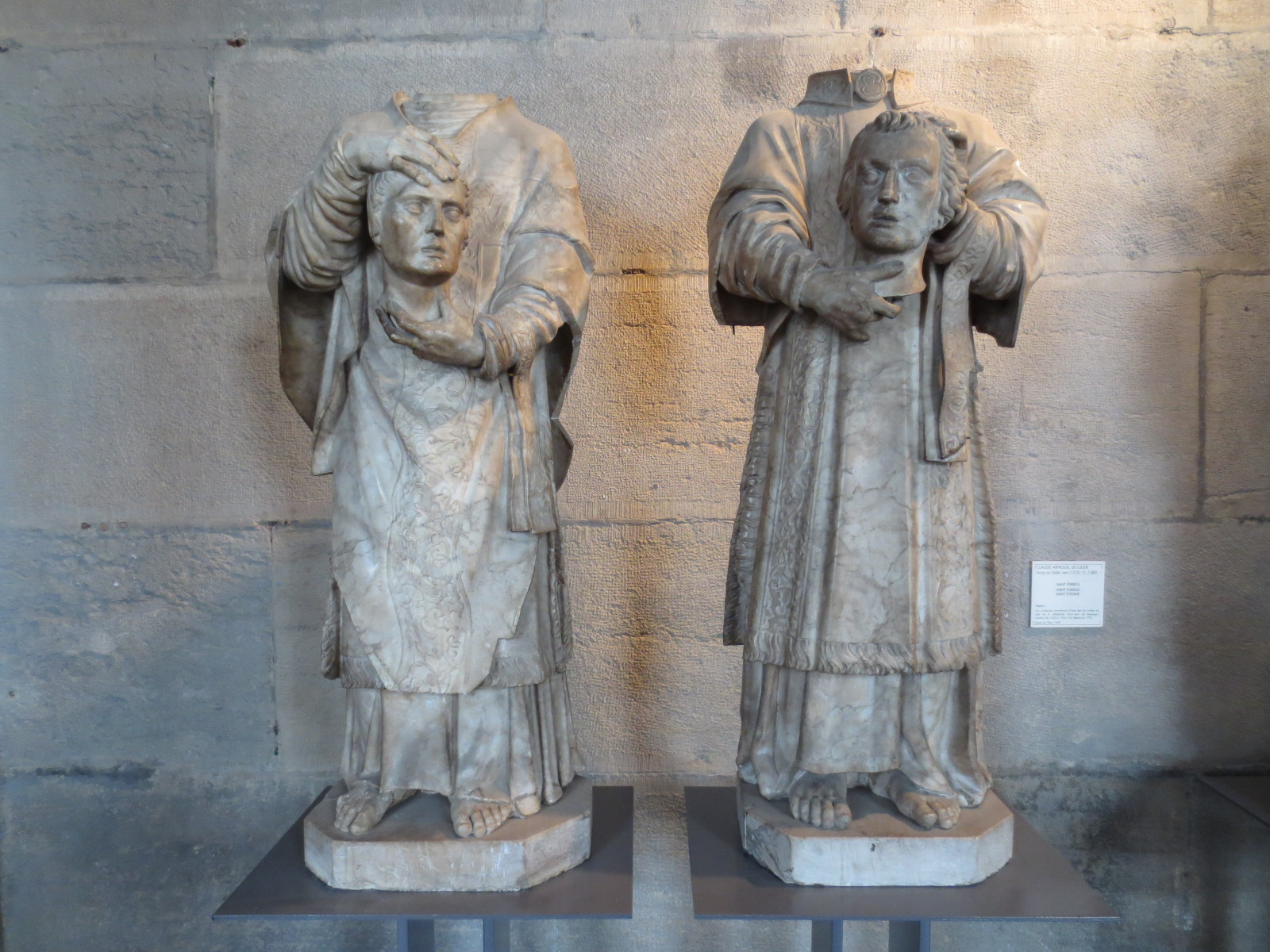
Ferreolus und Ferrutius als Cephalophoren

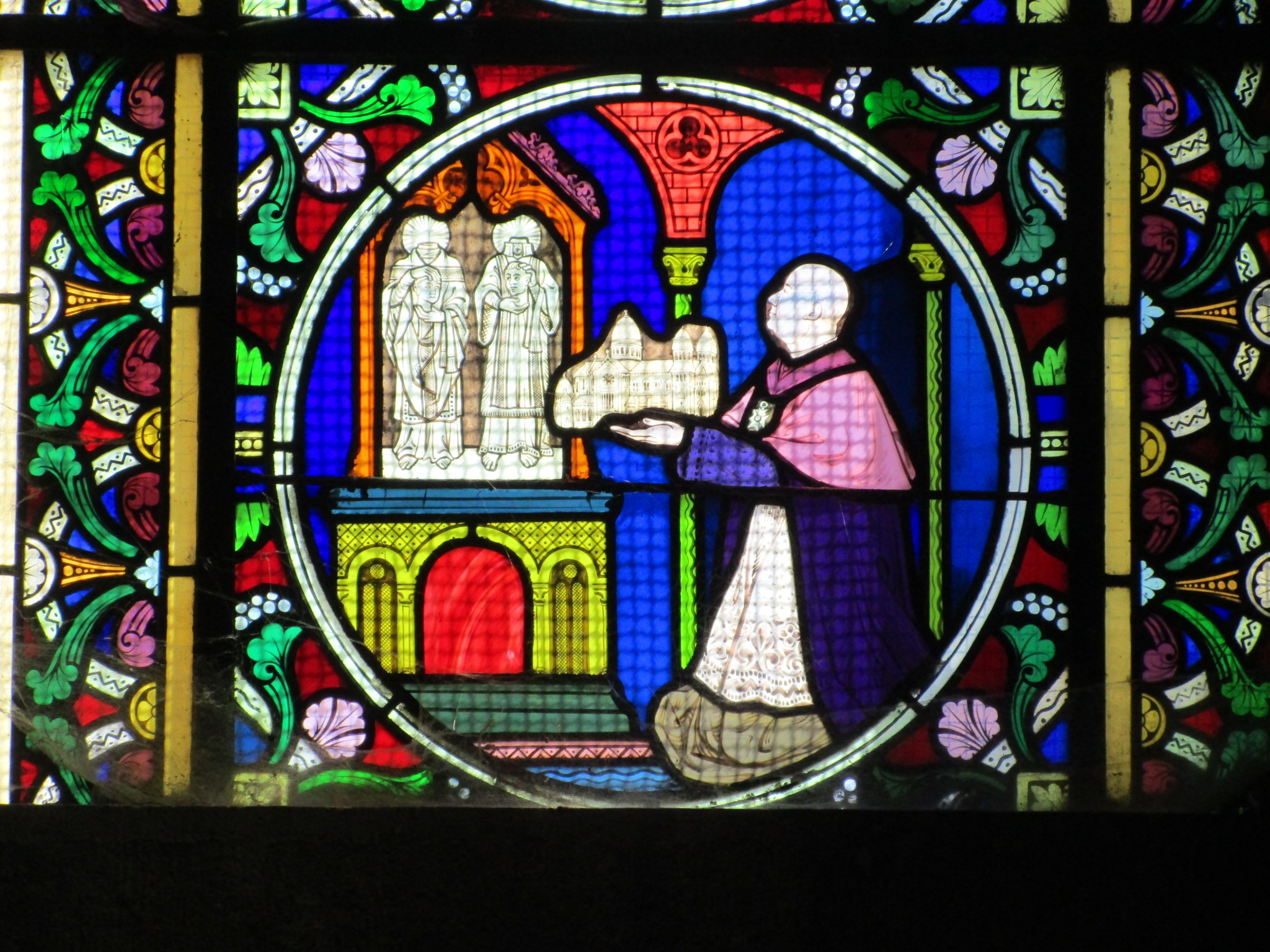
Ferreolus und Ferrutius in einem Glasfenster des 19. Jh.

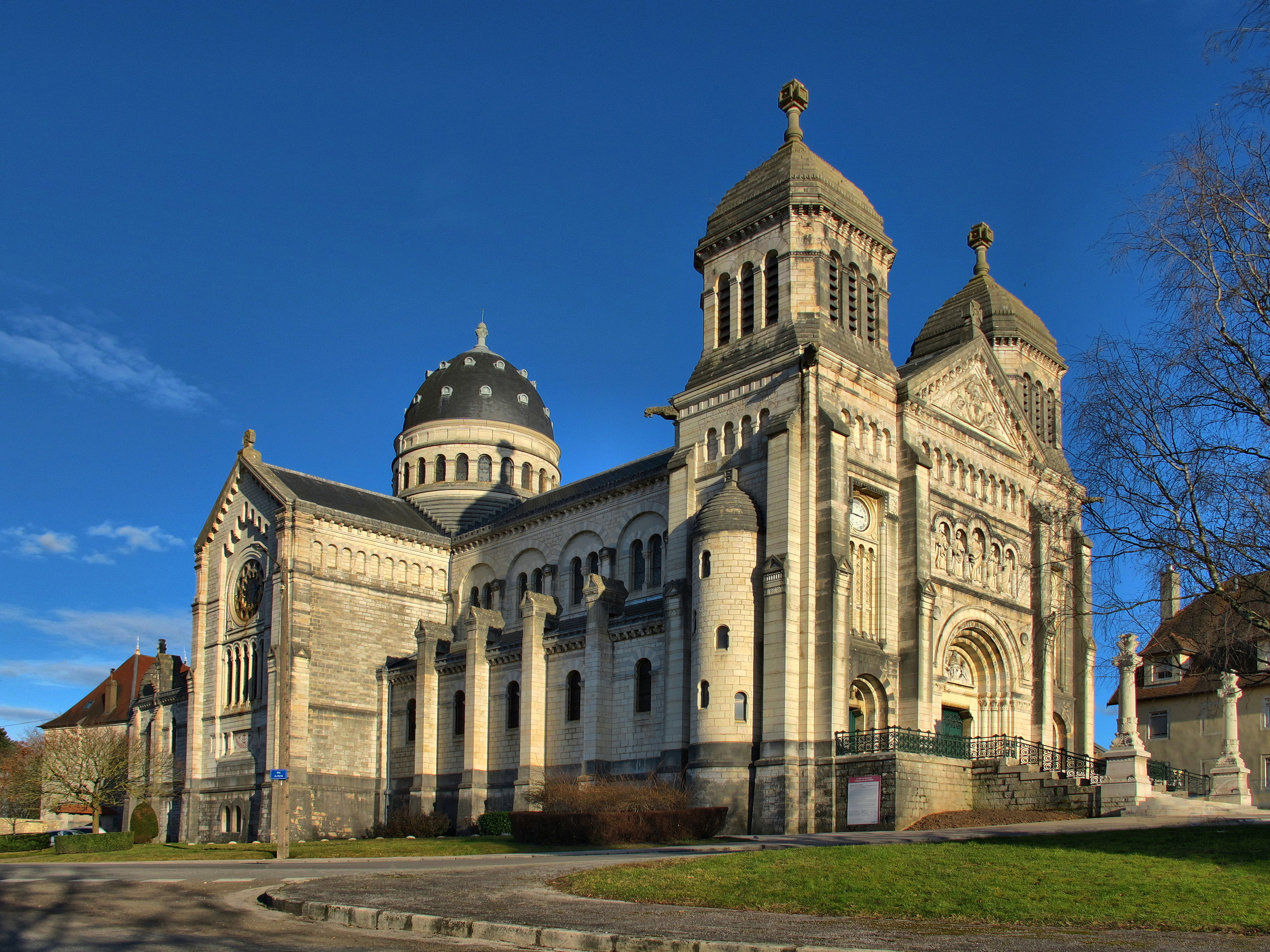
Basilika St Ferjeux (um 1900)

Ferreolus und Ferrutius (französisch Ferréol et Ferjeux, italienisch Ferreolo e Ferruccio) waren Brüder und Märtyrer des 3. Jahrhunderts, die insbesondere in der Gegend um die heutige französische Stadt Besançon verehrt werden. Sie gehören zur Gruppe der „Kopfträger“ (Cephalophoren).

## Vita
Die beiden Brüder stammten einer Überlieferung zufolge aus Kleinasien (Asia minor); sie wurden angeblich vom hl. Polykarp von Smyrna († um 155) zum Christentum bekehrt und von Irenäus von Lyon († um 200), der sie zum Priester und zum Diakon geweiht hatte, in die Gegend von Besançon gesandt, wo sie mehr als 30 Jahre als Missionare unter den Sequanern wirkten. Zur Zeit der Herrschaft des römischen Kaisers Severus Alexander (reg. 222–235) sollen sie das Martyrium erlitten haben; nach anderen Quellen soll ihr Martyrium bereits im Jahr 212 stattgefunden haben.

## Verehrung
Im Jahr 370 sollen ihre Gebeine in einer Höhle aufgefunden worden sein; von Bischof Anianus wurden sie in einem Kästchen deponiert. Gregor von Tours († 594) schreibt später, dass ihre Reliquien viele Wunder wirkten. Den beiden Heiligen sind mehrere Kirchen im Raum Besançon geweiht, die größte ist die ca. 4 km westlich der Stadt gelegene neuromanische Basilika St-Ferjeux (1884–1901).

## Darstellung
Mittelalterliche Darstellungen der beiden Heiligen sind unbekannt; in späteren Bildnissen werden sie meist als Brüderpaar dargestellt. In einigen Darstellungen erscheinen sie als „Kopfträger“ (Cephalophoren).